# Битва при Капетре
Битва под Капетре или Битва под Пасинлером (греч. Η μάχη του Καπετρου; тур. Pasinler Muharebesi) — битва объединённой византийско-грузинской армии с армией сельджуков, которая состоялась 10 сентября (по другим данным 18-го) 1048 года на реке Аракс oколо византийского города Капетрон (Капетра) (современный Пасинлер, провинция Эрзурум, Турция). Сельджуками руководили предводители Ибрагим Инал и Кутулмыш.

## Предыстория
Изнуренное войнами на востоке и западе Византийская империя оказалась под угрозой со стороны сельджуков, перекочевавших из Средней Азии и разгромивших Аббасидов. Весной 1048 года отдельные нападения сменились организованным вторжением с целью грабежа на территории северо-восточной Византии. Сельджуки под началом Ибрагим Инала и Кутулмыша быстро разгромили пограничные войска и подвергли разграблению и поджогу территории Иберии и Армении. Всё это послужило причиной отправки против Ибрагима 50-тысячной армии. 
Экспедицию возглавил Липарит IV, грузинский феодал, которого византийская военная дипломатия ранее поддерживала против Баграта IV во внутреннем конфликте в Грузии. Помимо иберов, Мономах также послал против турок тагмы из других фем во главе с князьями Кекавменом и Аароном. 

## Ход сражения
Летней ночью 1048 года византийская армия столкнулась с конницей Ибрагима недалеко от деревни Капетра (ныне Хасан-Кале в Турции). Арон и Кекавмен, возглавлявшие свои фланги, разгромили обе линии нападающих и преследовали их «до пения петухов» и убили одного из вождей Хоросанта. Однако в центре Ибрагиму удалось взять в плен Липарита, который, будучи раненым, упал с коня. Рельеф местности, темнота ночи и маневренность сельджуков не позволили численно превосходившим византийцам победить. Сельджукам удалось отступить, сохранив весь обоз с накопленной добычей, толпу пленных рабов и даже Липарита, попавшего в плен в ходе боя.
Византийские полководцы провели военный совет и решили разделить свои силы и вернуться на свои базы: Арон со своими частями вернулся в Васпуракан, Кекавмен со своими войсками — в Ани.

## Результаты
Общий результат битвы был неоднозначным: хотя византийцы одержали верх на поле боя, пленение Липарита и успешный отход Ибрагима заставили многие средневековые источники считать ее поражением или, по крайней мере, пирровой победой.
В свою очередь, несмотря на поражение, к сельджукам быстро пришло понимание, что византийская власть в Малой Азии была очень хрупкой, что, в свою очередь, подталкивало их к возобновлению грабительских налётов. Битва при Капетроне стала первой в длинной чередe византийско-сельджукских войн, апогеем которых стала битва при Манцикерте 1071 года, которая, в конечном счёте, привела к ликвидации всех христианских государств в Малой Азии и на Ближнем Востоке.

## Современники о событиях
Опустошение, оставленное сельджуками, было настолько сильным, что византийский магнат Евстафий Булас оставил запись о том в 1051/52 годах эти земли выглядели настолько «разрушенными и опустошенными» … «что их населяли лишь змеи, скорпионы и дикие звери». Арабский летописец Ибн аль-Асир сообщил, что Ибрагим вернулся домой из похода на Византию «с 100 000 пленных и огромной добычей, погруженной на спины десяти тысяч верблюдов». 